# 方圻
方圻（1920年2月15日—2018年1月30日），男，安徽定远人，生于北京，中华人民共和国医学家。

## 生平
方圻祖籍安徽定远，1920年生于北京。因弟弟患血友病，方圻立志长大学医。1938年，方圻考入燕京大学医预系，与吴蔚然、张金哲等人是同班同学。此后又先后在北平协和医学院、上海圣约翰大学医学院、成都华西大学医学院学习，1946年毕业，获医学博士学位。毕业后，1946年到1948年在天津中央医院内科工作。1948年开始在北京协和医院内科工作，历任住院医师、主治医师、副教授、内科教授；1956年到1978年任北京协和医院内科副主任；1978年到1985年任北京协和医院副院长、内科主任。后任北京协和医院名誉院长。曾任中华医学会副会长、内科学会主任委员、《中华心血管病杂志》主编等职。是中华人民共和国最早的博士生导师之一。1956年加入中国共产党。
1956年，36岁的方圻接受了为党和国家领导人做医疗保健的任务。自此，他陆续参加了党和国家领导人毛泽东、周恩来、叶剑英、聂荣臻、陈毅等的医疗保健工作。作为中央保健委员会专家组副组长，他多次获中央颁发特殊贡献奖，并多次代表中方医生赴友好国家执行医疗保健任务。他曾五次去印度尼西亚参加印度尼西亚总统苏加诺的会诊；七次到瑞士日内瓦参加国际医学会议；老挝富马亲王、越南胡志明主席等病情危急时，他都代表中国进行了抢救治疗。1973年，周恩来患膀胱癌住进中国人民解放军第三〇五医院，方圻陪伴治疗两年，直到周恩来逝世。毛泽东晚年，包括方圻在内的医疗组全体医生一同照顾他。方圻是1976年9月9日宣布毛泽东死讯的4名医生（陶寿淇、陶桓乐、吴洁、方圻）之一，随后医疗组全体医生在毛泽东病历上签名（签名依次为：胡旭东、陶寿淇、方圻、吴洁、姜泗长、高日新、翟树职、李志绥、陶桓乐、王新德、薛世文、周光裕、朱水寿、徐德隆、李春福）。
方圻在心血管内科水平超群。1984年北京协和医院原副院长艾刚阳心脏病发作，1993年8月人民日报社一位副总编辑突发急性心肌梗死，都由方圻及时抢救回来。在协和医院教导方圻40年的张孝骞告诉他：“凡事要亲临病人，诊断要如履薄冰。”文革爆发后的1967年，医护人员纷纷撇下病房去“闹革命”，已经升任副教授11年的方圻主动要求管病房，抢救了不少病人。
1983年，上级决定实行“一刀切”——年岁过线者不再担任医院主要领导，协和医院老院长告退，推荐方圻接任。但方圻却以自己年已63岁为由，推让一位更年轻的教授接任了院长。随后，方圻又辞去副院长职务，仅当内科主任。1985年1月，“一刀切”做法向下延伸，方圻又辞去内科主任，只当专职教授。1987年，方圻当选中共十三大代表。1993年，被中国医学科学院、中国协和医科大学评为“协和名医”。1994年，方圻获中国医疗卫生工作者最高荣誉“白求恩奖章”。
2018年1月30日，方圻在北京协和医院病逝，享年98岁。2月5日，遗体告别仪式在北京协和医院举行，温家宝、吴仪等逾千人前来送别。